# Ian Turnbull
Pour les articles homonymes, voir Turnbull.
Ian Wayne Turnbull, dit Bull Turnbull, (né le 22 décembre 1953 à Montréal dans la province de Québec au Canada) est un joueur professionnel canadien de hockey sur glace qui évoluait au poste de défenseur.

## Biographie
En 1969, il commence sa carrière junior avec les Canadiens de Montréal Jr. dans l'Association de hockey de l'Ontario. L'équipe remporte la Coupe Memorial 1970. Il est choisi au premier tour, au quinzième rang lors du Repêchage amateur de la LNH 1973 par les Maple Leafs de Toronto. Il débute dans la Ligue nationale de hockey en 1973. Le 2 février 1977, il devient le premier défenseur de l'histoire à marquer cinq buts dans le même match de la LNH face aux Red Wings de Détroit. Il est l'unique joueur de l'histoire à marquer cinq buts en cinq lancers. Il porte par la suite les couleurs des Kings de Los Angeles et des Penguins de Pittsburgh dans la LNH. Il met un terme à sa carrière en 1983.

## Statistiques
| Saison     | Équipe                    | Ligue          |     | Saison régulière | Saison régulière | Saison régulière | Saison régulière | Saison régulière |    | Séries éliminatoires | Séries éliminatoires | Séries éliminatoires | Séries éliminatoires | Séries éliminatoires |
| Saison     | Équipe                    | Ligue          | PJ  | B                | A                | Pts              | Pun              | PJ               | B  | A                    | Pts                  | Pun                  |                      |                      |
| 1968-1969  | Flyers de West Island     | MMJHL[Quoi ?]  | 25  | 6                | 17               | 23               |                  |                  |    |                      |                      |                      |                      |                      |
| 1969-1970  | Canadiens de Montréal Jr. | AHO            | 53  | 4                | 21               | 25               | 88               | 16               | 3  | 3                    | 6                    | 8                    |                      |                      |
| 1969-1970  | Canadiens de Montréal Jr. | Coupe Memorial |     |                  |                  |                  |                  | 6                | 6  | 4                    | 10                   | 6                    |                      |                      |
| 1970-1971  | Canadiens de Montréal Jr. | AHO            | 59  | 17               | 45               | 62               | 85               | 11               | 3  | 8                    | 11                   | 6                    |                      |                      |
| 1971-1972  | Canadiens de Montréal Jr. | AHO            | 63  | 34               | 48               | 82               | 85               |                  |    |                      |                      |                      |                      |                      |
| 1972-1973  | 67 d'Ottawa               | AHO            | 60  | 31               | 50               | 81               | 98               | 9                | 6  | 11                   | 17                   | 8                    |                      |                      |
| 1973-1974  | Maple Leafs de Toronto    | LNH            | 78  | 8                | 27               | 35               | 74               | 4                | 0  | 0                    | 0                    | 8                    |                      |                      |
| 1974-1975  | Maple Leafs de Toronto    | LNH            | 22  | 6                | 7                | 13               | 44               | 7                | 0  | 2                    | 2                    | 4                    |                      |                      |
| 1974-1975  | Blazers d'Oklahoma City   | LCH            | 8   | 2                | 1                | 3                | 15               |                  |    |                      |                      |                      |                      |                      |
| 1975-1976  | Maple Leafs de Toronto    | LNH            | 76  | 20               | 36               | 56               | 90               | 10               | 2  | 9                    | 11                   | 29                   |                      |                      |
| 1976-1977  | Maple Leafs de Toronto    | LNH            | 80  | 22               | 57               | 79               | 84               | 9                | 4  | 4                    | 8                    | 10                   |                      |                      |
| 1977-1978  | Maple Leafs de Toronto    | LNH            | 77  | 14               | 47               | 61               | 77               | 13               | 6  | 10                   | 16                   | 10                   |                      |                      |
| 1978-1979  | Maple Leafs de Toronto    | LNH            | 80  | 12               | 51               | 63               | 80               | 6                | 0  | 4                    | 4                    | 27                   |                      |                      |
| 1979-1980  | Maple Leafs de Toronto    | LNH            | 75  | 11               | 28               | 39               | 90               | 3                | 0  | 3                    | 3                    | 2                    |                      |                      |
| 1980-1981  | Maple Leafs de Toronto    | LNH            | 80  | 19               | 47               | 66               | 104              | 3                | 1  | 0                    | 1                    | 4                    |                      |                      |
| 1981-1982  | Maple Leafs de Toronto    | LNH            | 12  | 0                | 2                | 2                | 8                |                  |    |                      |                      |                      |                      |                      |
| 1981-1982  | Kings de Los Angeles      | LNH            | 42  | 11               | 15               | 26               | 81               |                  |    |                      |                      |                      |                      |                      |
| 1981-1982  | Nighthawks de New Haven   | LAH            | 13  | 1                | 7                | 8                | 4                | 3                | 0  | 0                    | 0                    | 0                    |                      |                      |
| 1982-1983  | Penguins de Pittsburgh    | LNH            | 6   | 0                | 0                | 0                | 4                |                  |    |                      |                      |                      |                      |                      |
| 1982-1983  | Skipjacks de Baltimore    | LAH            | 13  | 3                | 8                | 11               | 10               |                  |    |                      |                      |                      |                      |                      |
| Totaux LNH | Totaux LNH                | Totaux LNH     | 628 | 123              | 317              | 440              | 736              | 55               | 13 | 32                   | 45                   | 94                   |                      |                      |

## Trophées et honneurs personnels
- Association de hockey de l'Ontario 
  - 1972 : nommé dans la deuxième équipe d'étoiles.
  - 1973 : nommé dans la deuxième équipe d'étoiles.
- Ligue nationale de hockey 
  - 1977 : participe au Match des étoiles.